# Albany (Texas)
Albany ist eine City und Sitz der Countyverwaltung (County Seat) des Shackelford Countys im US-Bundesstaat Texas in den Vereinigten Staaten. Das U.S. Census Bureau hat bei der Volkszählung 2020 eine Einwohnerzahl von 1.854 ermittelt.

## Geographie
Die Stadt liegt nahe dem Countyzentrum, etwa 100 Kilometer nördlich des geographischen Zentrums von Texas, ist im Norden etwa 100 Kilometer von Oklahoma entfernt und hat eine Fläche von 3,8 km² ohne nennenswerte Wasserfläche.

## Geschichte
Der Ort wurde 1874 gegründet und am 8. November 1874 zm Sitz der Countyverwaltung ernannt. Durch den County-Beamten William Cruger wurde der Ort nach dessen früheren Wohnsitz Albany (Georgia) benannt. Ab August 1875 verkaufte der Staat die in seinem Besitz befindlichen Siedlerstellen in dem Ort, in dem schon bald ein "General Store" entstand. Da Albany auf der Route der Viehtriebe nach Dodge City lag, entwickelte sich der Ort bald zu einem Versorgungszentrum für die durchziehenden Viehtreiber. Mit Ankunft der Texas Central Railroad, die 1881 Albany erreichte, wurde der Ort zum Verladezentrum für Rinder. 1883 wurden das Rathaus und die erste Schule errichtet. Rinder- und Schafzucht waren bis zur Entdeckung der nahe gelegenen Ölfelder 1926 die Hauptwirtschaftszweige der Stadt. Obwohl Albany ab 1926 zu einem Versorgungszentrum für die umliegenden Ölfelder wurde, blieb Viehzucht einer der Haupterwerbszweige der Gegend.

## Religion
In Albany gibt es derzeit zwölf verschiedene Kirchen aus neun unterschiedlichen Konfessionen. Unter den zu einer Konfession gehörenden Kirchen ist die Baptistengemeinde mit vier Kirchen am stärksten vertreten (Stand: 2004).

## Demographie
Nach der Volkszählung im Jahr 2000 lebten hier 192 Personen. Die Bevölkerungsdichte betrug 504,6 Personen pro Quadratkilometer. Es gab 880 Wohneinheiten, durchschnittlich 231,1 pro Quadratkilometer. Die Bevölkerung bestand zu 93,13 % aus Weißen, 0,68 % Schwarzen oder African American, 0,47 % Native American, 4,84 % gaben an, anderen Rassen anzugehören und 0,88 % nannten zwei oder mehr Rassen. 8,07 % der Bevölkerung erklärten, Hispanos oder Latinos jeglicher Rasse zu sein.
Die Bewohner Albanys verteilten sich auf 746 Haushalte, von denen in 33,1 % Kinder unter 18 Jahren lebten. 59,1 % der Haushalte stellen Verheiratete, 8,7 % hatten einen weiblichen Haushaltsvorstand ohne Ehemann und 28,7 % bildeten keine Familien. 27,3 % der Haushalte bestanden aus Einzelpersonen und in 16,1 % aller Haushalte lebte jemand im Alter von 65 Jahren oder mehr alleine. Die durchschnittliche Haushaltsgröße betrug 2,51 und die durchschnittlichen Familiengröße 3,08 Personen.
Die Bevölkerung verteilte sich auf 27,0 % Minderjährige, 6,4 % 18- bis 24-jährige, 25,4 % 25- bis 44-jährige, 23,0 % 45- bis 64-jährige und 18,3 % im Alter von 65 Jahren oder mehr. Das Durchschnittsalter betrug 39 Jahre. Auf jeweils 100 Frauen entfielen etwa 87 Männer. Bei den über 18-jährigen entfielen auf 100 Frauen rund 83 Männer.

Das mittlere Haushaltseinkommen betrug 31.563 USD und das mittlere Familieneinkommen erreichte die Höhe von 40.592 US-Dollar. Das Durchschnittseinkommen der Männer betrug 28.846 US-Dollar, gegenüber 17.411 US-Dollar bei den Frauen. Das Pro-Kopf-Einkommen in Albany erreichte 17.470 US-Dollar. 9,2 % der Bevölkerung und 8,1 % der Familien hatten ein Einkommen unterhalb der Armutsgrenze, davon waren 10,1 % der Minderjährigen und 11,1 % der Altersgruppe 65 Jahre und mehr betroffen.